# Propellerheads
Propellerheads fue una banda británica fundada por Alex Gifford y Will White. Su nombre significa en la jerga californiana, "empollones informáticos". El grupo es originario de Bath (Inglaterra) se dio a conocer en 1997 gracias a la utilización de su canción "Dive!" en un anuncio por parte de Adidas. Posteriormente, lanzaron al mercado en 1998 su disco Decksandrumsandrockandroll, con canciones tan conocidas como "History Repeating", "Take California", "On her Majesty's Secret Service" (Banda sonora de la película, The World Is Not Enough, de la saga James Bond) o "Spybreak" (canción que aparece en la película Matrix y que ha sido utilizada como sintonía principal del programa de televisión CQC en Telecinco, España). Su música electrónica entra en el ámbito del big beat, estilo que iniciaron artistas como The Chemical Brothers, Fatboy Slim, The Prodigy, entre otros.

## Discografía

### Álbumes de estudio
- Decksandrumsandrockandroll (1998)
- Star profile  (2000)

### EP
- Dive EP (1996)
- Propellerheads EP (1997)
- Extended Play EP (1998)

### Sencillos
- "Take California" (1997)
- "Spybreak!" (1997)
- "History Repeating" (1997) - con Shirley Bassey
- "On Her Majesty's Secret Service" (1997) con David Arnold
- "Bang On!" (1998)
- "Crash!" (1998)
- "Velvet Pants" (1998)
- "Take California And Party" (1999)
- "Lethal Cut" (1999)

- Datos: Q1426055